# Argodrepana
Argodrepana is een geslacht van vlinders van de familie eenstaartjes (Drepanidae), uit de onderfamilie Drepaninae.

## Soorten
- A. auratifrons Warren, 1922
- A. denticulata Wilkinson, 1967
- A. galbana Wilkinson, 1967
- A. marilo Wilkinson, 1970
- A. tenebra Wilkinson, 1967
- A. umbrosa Wilkinson, 1967
- A. verticata (Warren, 1907)